# Малі Петрищі
Малі Петри́щі (рос. Малые Петрищи) — присілок у складі Щолковського міського округу Московської області, Росія.

## Населення
Населення — 81 особа (2010; 90 у 2002).
Національний склад (станом на 2002 рік):
- росіяни — 97 %